# Сумской, Николай Степанович
Николай Степанович Сумской (10 мая 1924 года — 18 января 1943 года) — антифашист-подпольщик в годы Великой Отечественной войны, в 1942—1943 годах руководитель группы комсомольцев-подпольщиков Краснодона, входящей в состав «Молодой гвардии», в январе 1943 года арестован и расстрелян фашистами. Один из трёх членов «Молодой гвардии» награждённых Орденом Красного Знамени.

## Биография
Родился 10 мая 1924 года в селе Красное Новосветловского района Ворошиловградской области в семье крестьянина. В 1930 году семья переехала в поселок Краснодон.
Учится в краснодонской средней школе № 22, где подружился с Лидией Андросовой, и Володей Ждановым.
В 1939 году принят в члены ВЛКСМ.

### Война
С началом Великой Отечественной войны, как и все товарищи, помогал фронту, эвакуироваться семья не смогла.
В июле 1942 года, когда город был оккупирован немцами, Николай Сумской через друга Александра Шищенко установил контакт с его братом Михаилом Шищенко — секретарём Краснодонского райкома комсомола, который остался в городе на нелегальном положении, и в конце августа по его заданию сформировал группу.
В группу Сумского входило 12 человек: он сам, Володя Жданов, Тося Елисеенко, Лида Андросова, Александр Шищенко, Георгий Щербаков, Нина Кезикова, Женя Кийкова, Надя Петля, Тося Дьяченко, Нина Старцева и Надя Петрачкова.
С сентября группа уже начала работу ведя пропаганду среди населения. Чтобы не дать немцам вывести хлеб в Германию, члены организовали порчу зерна на пункте ст. Семейкино.
С октября распространяли среди населения листовки, материалом которых служили сводки Совинформбюро:

Володя Жданов собрал радиоприемник, его держали на чердаке Коли Сумского. Там слушали и записывали сводки Совинформбюро. Потом я переписывала их печатными буквами на страницах школьных тетрадок и шла распространять. Тем же занимались и другие ребята.— Ольга Сапрыкина, молодогвардеец, из интервью 2012 года 
В октябре 1942 года группа Сумского вошла в состав «Молодой гвардии». Как глава группы встречался с командиром «Молодой гвардии» Иваном Туркеничем и комиссаром Олегом Кошевым.
Чтобы избежать угона на работу в Германию, устроился работать крепильщиком на шахту № 17, где по поручению штаба «Молодой гвардии» проводил разъяснительную работу среди рабочих шахты, и вместе с Георгием Щербаковым срывал добычу угля совершая саботаж работы и устраивая технологические диверсии выбивая стойки шахты.

### Арест и казнь
4 января 1943 года арестован по пути на работу на шахту. При обыске на квартире был найден радиоприемник.
14 января вместе с остальными арестованными комсомольцами отправлен в Краснодон.
18 января расстрелян, и в ночь на 19 и сброшен в шурф шахты 5.
14 февраля 1943 года Краснодон был освобожден от фашистских оккупантов, тело Николая Сумского было найдено в числе ещё 57-ми тел извлечённых из шурфа шахты.

Глаза были завязаны, на лбу след огнестрельной раны, на теле следы побоев плетью, на пальцах следы уколов под ногти, перебита левая рука, проколот нос, левого глаза не было.— Справка о злодеяниях немецко-фашистских захватчиков, об увечьях, нанесенных подпольщикам Краснодона. Февраль 1943 года
1 марта 1943 года похоронен в братской могиле молодогвардейцев в центре Краснодона.
Посмертно награждён Орденом Красного Знамени и медалью «Партизану Отечественной войны» 1-й степени.

## Отношения с Лидой Андросовой
В романе А. Фадеева имеется линия юношеской любви между Николаем Сумских и Лидой Андросовой, процитированы отрывка из дневника девушки — отрывки являются подлинными, при этом в её дневнике Николаю Сумскому посвящено гораздо больше места, сохранились также и адресованные ему письма.

…мой любимый друг К. С. К. С. замечательный юноша, 18,5 лет, среднего роста, стройный, любящий меня, деловой и особенно деловой… Можно писать много хорошего о нем, но мне пока достаточно и этого. Мы с ним сидели до 9-ти часов. Как не хотелось расставаться с ним, но нужно.— фрагмент дневника Лиды Андросовой, декабрь 1942 года
Их отношения были открытыми и не были секретом для родителей и друзей. При захоронении в братской могиле гробы Лиды и Коли поставили в могиле рядом.

## Память
В 2018 году Краснодонской средней школе № 22 было присвоено имя Николая Сумского.